# VM i landevejscykling 2011
Verdensmesterskaberne i landevejscykling 2011 blev afholdt i Danmark 19-25. september 2011. Dette var den 84. udgave af VM i landevejscykling. Enkeltstartsløbene kørtes i København og linjeløbene på en rute i Rudersdal Kommune.
Arrangementet bestod af landevejsløb og enkeltstart for herrer, damer og herrer under 23, og for første gang siden 2004 konkurrerede juniorherrer og -damer ved samme arrangement som eliterytterne. Castelfidardo ved Loreto i Italien var også VM-kandidat, men da Italien havde holdt VM i Varese i 2008 blev København/Rudersdal og Danmark valgt, og det var første gang siden 1956, at Danmark arrangerede VM. Dengang blev VM også afholdt i København.

## Program
Enkeltstart
- Mandag den 19. september kørte dame-junior (13,9 km) og U23-herrer (35,2 km).
- Tirsdag den 20. september kørte dame-eliten (27,8 km) og herrer junior (27,8 km).
- Onsdag den 21. september kørte herre-elitens (46,4 km).

Linjeløb
- Fredag den 23. september kørte dame-junior (70 km) og U23-herrer (182 km).
- Lørdag den 24. september kørte dame-eliten (140 km) og herrer junior (182 km).
- Søndag den 25. september kørte herre-elitens (280 km).

## VM-ruterne
Enkeltstart
VM-ruterne var på 13,9, 17,6 og 23,2 km og forløb ad gader i indre København, Østerbro og Hellerup. Start- og målområdet var på Rådhuspladsen i København.
Linjeløb
VM-ruten var på 14 kilometer og forløb ad Kongevejen, Øverødvej, Vangebovej, Mothsvej, Søllerødvej, Attemosevej, Egebækvej, Rundforbivej, Skodsborgvej og Kongevejen. I modsætning til rytterne i de øvrige løb startede herre-eliten på Rådhuspladsen i København, kørte op til Rudersdal og herefter 18 gange rundt på strækningen. Start- og målområdet på Kongevejen var på toppen af Geels Bakke ved Holte.

## Resultater
| Begivenhed:                | Guld:                               | Tid               | Sølv:                            | Tid               | Bronze:                        | Tid               |
| Herrer                     |                                     |                   |                                  |                   |                                |                   |
| Landevejsløb               | Mark Cavendish · Storbritannien     | 5:40.27 timer     | Matthew Goss · Australien        | s.t.              | André Greipel · Tyskland       | s.t.              |
| Enkeltstart                | Tony Martin · Tyskland              | 53.43,85 minutter | Bradley Wiggins · Storbritannien | +1.15,83 minutter | Fabian Cancellara · Schweiz    | +1.20,59 minutter |
| Damer                      |                                     |                   |                                  |                   |                                |                   |
| Landevejsløb               | Giorgia Bronzini · Italien          | 3:21.28 timer     | Marianne Vos · Holland           | s.t.              | Ina-Yoko Teutenberg · Tyskland | s.t.              |
| Enkeltstart                | Judith Arndt · Tyskland             | 37.07,38 minutter | Linda Villumsen · New Zealand    | +21,73 sekunder   | Emma Pooley · Storbritannien   | +24,13 sekunder   |
| Herrer U23                 |                                     |                   |                                  |                   |                                |                   |
| U23 landevejsløb           | Arnaud Démare · Frankrig            | 3:52.16 timer     | Adrien Petit · Frankrig          | s.t.              | Andrew Fenn · Storbritannien   | s.t.              |
| U23 enkeltstart            | Luke Durbridge · Australien         | 42.47,13 minutter | Rasmus Quaade · Danmark          | +35,68 sekunder   | Michael Hepburn · Australien   | +46,47 sekunder   |
| Junior herrer              |                                     |                   |                                  |                   |                                |                   |
| Junior herrer landevejsløb | Pierre-Henri Lecuisinier · Frankrig | 2:48.58 timer     | Martijn Degreve · Belgien        | s.t.              | Steven Lammertink · Holland    | s.t.              |
| Junior herrer enkeltstart  | Mads Würtz Schmidt · Danmark        | 35.07,68 minutter | James Oram · New Zealand         | +4,11 sekunder    | David Edwards · Australien     | +20,79 sekunder   |
| Junior damer               |                                     |                   |                                  |                   |                                |                   |
| Junior damer landevejsløb  | Lucy Garner · Storbritannien        | 1:46.17 timer     | Jessy Druyts · Belgien           | s.t.              | Christina Siggaard · Danmark   | s.t.              |
| Junior damer enkeltstart   | Jessica Allen · Australien          | 19.18,63 minutter | Elinor Barker · Storbritannien   | +1,84 sekunder    | Mieke Kröger · Tyskland        | +2,80 sekunder    |

## Medaljefordeling
| Plads | Nation         | Guld | Sølv | Bronze | Total |
| ----- | -------------- | ---- | ---- | ------ | ----- |
| 1     | Storbritannien | 2    | 2    | 2      | 6     |
| 2     | Australien     | 2    | 1    | 2      | 5     |
| 3     | Frankrig       | 2    | 1    | 0      | 3     |
| 4     | Tyskland       | 2    | 0    | 3      | 5     |
| 5     | Danmark        | 1    | 1    | 1      | 3     |
| 6     | Italien        | 1    | 0    | 0      | 1     |
| 7     | Belgien        | 0    | 2    | 0      | 2     |
| 7     | New Zealand    | 0    | 2    | 0      | 2     |
| 9     | Holland        | 0    | 1    | 1      | 1     |
| 10    | Schweiz        | 0    | 0    | 1      | 1     |
| Total | Total          | 10   | 10   | 10     | 30    |

## Herrer

### Landevejsløb
Søndag 25. september, 266 km
| #      | Rytter               | Nationalitet   | Tid     |
| ------ | -------------------- | -------------- | ------- |
| Guld   | Mark Cavendish       | Storbritannien | 5:40.27 |
| Sølv   | Matthew Goss         | Australien     | s.t.    |
| Bronze | André Greipel        | Tyskland       | s.t.    |
| 04     | Fabian Cancellara    | Schweiz        | s.t.    |
| 05     | Jurgen Roelandts     | Belgien        | s.t.    |
| 06     | Romain Feillu        | Frankrig       | s.t.    |
| 07     | Borut Božič          | Slovenien      | s.t.    |
| 08     | Edvald Boasson Hagen | Norge          | s.t.    |
| 09     | Óscar Freire         | Spanien        | s.t.    |
| 10     | Tyler Farrar         | USA            | s.t.    |

### Enkeltstart
Onsdag 21. september, 46,4 km
| #      | Rytter              | Nationalitet   | Tid    |
| ------ | ------------------- | -------------- | ------ |
| Guld   | Tony Martin         | Tyskland       | 53.43  |
| Sølv   | Bradley Wiggins     | Storbritannien | + 1.16 |
| Bronze | Fabian Cancellara   | Schweiz        | + 1.21 |
| 04     | Bert Grabsch        | Tyskland       | + 1.32 |
| 05     | Jack Bobridge       | Australien     | + 2.14 |
| 06     | Richie Porte        | Australien     | + 2.30 |
| 07     | David Millar        | Storbritannien | + 2.46 |
| 08     | Lieuwe Westra       | Holland        | + 3.19 |
| 09     | Aleksandr Djatjenko | Kasakhstan     | + 3.20 |
| 10     | Jakob Fuglsang      | Danmark        | + 3.31 |

## Damer

### Landevejsløb
| #      | Rytter               | Nationalitet   | Tid     |
| ------ | -------------------- | -------------- | ------- |
| Guld   | Giorgia Bronzini     | Italien        | 3:21.28 |
| Sølv   | Marianne Vos         | Holland        | s.t.    |
| Bronze | Ina Teutenberg       | Tyskland       | s.t.    |
| 04     | Nicole Cooke         | Storbritannien | s.t.    |
| 05     | Julia Martisova      | Rusland        | s.t.    |
| 06     | Chloe Hosking        | Australien     | s.t.    |
| 07     | Elizabeth Armitstead | Storbritannien | s.t.    |
| 08     | Ludivine Henrion     | Belgien        | s.t.    |
| 09     | Rasa Leleivyte       | Litauen        | s.t.    |
| 10     | Aude Biannic         | Frankrig       | s.t.    |

### Enkeltstart
Tirsdag 20. september, 27,8 km
| #      | Rytter             | Nationalitet   | Tid      |
| ------ | ------------------ | -------------- | -------- |
| Guld   | Judith Arndt       | Tyskland       | 37:07.38 |
| Sølv   | Linda Villumsen    | New Zealand    | + 21,73  |
| Bronze | Emma Pooley        | Storbritannien | + 24,13  |
| 04     | Tara Whitten       | Canada         | + 26,16  |
| 05     | Clara Hughes       | Canada         | + 36,79  |
| 06     | Eleonora van Dijk  | Holland        | + 38,88  |
| 07     | Rhae-Christie Shaw | Canada         | + 39,23  |
| 08     | Amber Neben        | USA            | + 41,09  |
| 09     | Emilia Fahlin      | Sverige        | + 55,06  |
| 10     | Marianne Vos       | Holland        | + 55,77  |

## Herrer U23

### Landevejsløb
Fredag 23. september, 168 km
| #      | Rytter             | Nationalitet   | Tid     |
| ------ | ------------------ | -------------- | ------- |
| Guld   | Arnaud Démare      | Frankrig       | 3:52.16 |
| Sølv   | Adrien Petit       | Frankrig       | s.t.    |
| Bronze | Andrew Fenn        | Storbritannien | s.t.    |
| 04     | Rüdiger Selig      | Tyskland       | s.t.    |
| 05     | Marco Haller       | Østrig         | s.t.    |
| 06     | Filippo Fortin     | Italien        | s.t.    |
| 07     | Wouter Wippert     | Holland        | s.t.    |
| 08     | Aleksej Tsatevitj  | Rusland        | s.t.    |
| 09     | Tosh Van der Sande | Belgien        | s.t.    |
| 10     | Andris Smirnovs    | Letland        | s.t.    |

### Enkeltstart
Mandag 19. september, 35,2 km
| #      | Rytter          | Nationalitet | Tid    |
| ------ | --------------- | ------------ | ------ |
| Guld   | Luke Durbridge  | Australien   | 42.47  |
| Sølv   | Rasmus Quaade   | Danmark      | + 36   |
| Bronze | Michael Hepburn | Australien   | + 46   |
| 04     | Anton Vorobev   | Rusland      | + 59   |
| 05     | Jasper Hamelink | Holland      | + 1.53 |
| 06     | Jason Christie  | New Zealand  | + 2.00 |
| 07     | Luis Mas Bonet  | Spanien      | + 2.04 |
| 08     | Tom Dumoulin    | Holland      | + 2.05 |
| 09     | Damien Howson   | Australien   | + 2.06 |
| 10     | Rudy Molard     | Frankrig     | + 2.10 |

## Junior herrer

### Landevejsløb
Lørdag 24. september, 126 km
| #      | Rytter                   | Nationalitet | Tid     |
| ------ | ------------------------ | ------------ | ------- |
| Guld   | Pierre-Henri Lecuisinier | Frankrig     | 2:48.58 |
| Sølv   | Martijn Degreve          | Belgien      | s.t.    |
| Bronze | Steven Lammertink        | Holland      | s.t.    |
| 04     | Florian Senechal         | Frankrig     | + 3     |
| 05     | Rick Zabel               | Tyskland     | + 3     |
| 06     | Roman Ivlev              | Rusland      | + 3     |
| 07     | Daniel Hoelgaard         | Norge        | + 3     |
| 08     | Nicolasi Marini          | Italien      | + 3     |
| 09     | Stan Godrie              | Holland      | + 3     |
| 10     | Frederik Plesner         | Danmark      | + 3     |

### Enkeltstart
Tirsdag 20. september, 27,8 km
| #      | Rytter                   | Nationalitet   | Tid      |
| ------ | ------------------------ | -------------- | -------- |
| Guld   | Mads Würtz Schmidt       | Danmark        | 35.07,68 |
| Sølv   | James Oram               | New Zealand    | + 4,11   |
| Bronze | David Edwards            | Australien     | + 20,79  |
| 04     | Markus Fåglum-Karlsson   | Sverige        | + 32,91  |
| 05     | Juriy Vasyliv            | Tyskland       | + 39,01  |
| 06     | Casper Von Folsach       | Danmark        | + 39,61  |
| 07     | Kristopher Jorgenson     | USA            | + 46,65  |
| 08     | Jon Dibben               | Storbritannien | + 48,04  |
| 09     | Pierre-Henri Lecuisinier | Frankrig       | + 49,08  |
| 10     | Sondre H. Eenger         | Norge          | + 49,64  |

## Junior damer

### Landevejsløb
Fredag 23. september, 70 km
| #      | Rytter                | Nationalitet   | Tid     |
| ------ | --------------------- | -------------- | ------- |
| Guld   | Lucy Garner           | Storbritannien | 1:46.47 |
| Sølv   | Jessy Druyts          | Belgien        | s.t.    |
| Bronze | Christina Siggaard    | Danmark        | s.t.    |
| 04     | Manon Souyris         | Frankrig       | s.t.    |
| 05     | Christina Perchtold   | Østrig         | s.t.    |
| 06     | Sheyla Gutierrez Ruiz | Spanien        | s.t.    |
| 07     | Lisa Küllmer          | Tyskland       | s.t.    |
| 08     | Beatrice Bartelloni   | Italien        | s.t.    |
| 09     | Kelly Markus          | Holland        | s.t.    |
| 10     | Silvija Latozaite     | Litauen        | s.t.    |

### Enkeltstart
Mandag 19. september, 19,3 km
| #      | Rytter              | Nationalitet   | Tid     |
| ------ | ------------------- | -------------- | ------- |
| Guld   | Jessica Allen       | Australien     | 19.18   |
| Sølv   | Elinor Barker       | Storbritannien | + 1,84  |
| Bronze | Mieke Kröger        | Tyskland       | + 2,80  |
| 04     | Thalita de Jong     | Holland        | + 14,93 |
| 05     | Rossella Ratto      | Italien        | + 31,07 |
| 06     | Georgia Williams    | New Zealand    | + 43,95 |
| 07     | Annie Ewart         | Canada         | + 45,87 |
| 08     | Kamilla Sofie Valin | Danmark        | + 46,34 |
| 09     | Mathilde Favre      | Frankrig       | + 50,78 |
| 10     | Alexandra Chekina   | Rusland        | + 52,30 |